# 12975 Єфремов
12975 Єфремов (12975 Efremov) — астероїд головного поясу, відкритий 28 вересня 1973 року.
Тіссеранів параметр щодо Юпітера — 3,358.